# Laxtjärnen (Norrbärke socken, Dalarna, 666256-147322)
Laxtjärnen är en sjö i Smedjebackens kommun i Dalarna och ingår i Norrströms huvudavrinningsområde.